# Eurya yaeyamensis
Eurya yaeyamensis là một loài thực vật có hoa trong họ Pentaphylacaceae. Loài này được Masam. mô tả khoa học đầu tiên năm 1933.